# Wasserturm (Eschersheim)

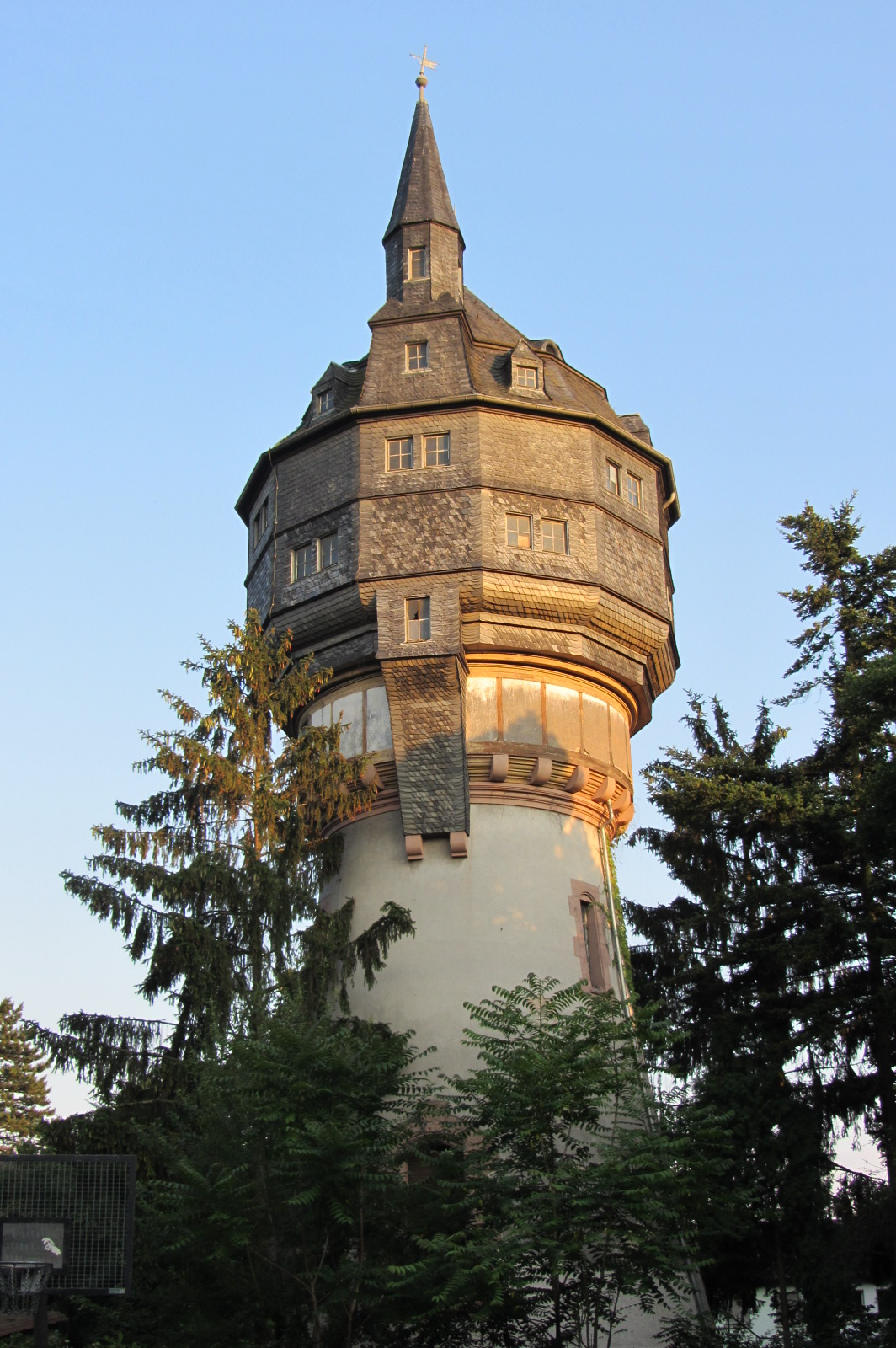
Eschersheimer Wasserturm

Der Wasserturm des Frankfurter Stadtteils Eschersheim wurde 1901 an der Straße Am Lindenbaum gebaut und steht unter Denkmalschutz.

## Architektur und Geschichte
Der Wasserturm in neobarocken Formen wurde gemeinsam mit dem ersten Eschersheimer Wasserwerk errichtet. Zwischen dem kegelförmigen Turmschaft und dem zylindrischen Aufsatz sitzt ein Hauptgesims mit Kragsteinen. Der eiserne Wasserbehälter ist mit einer zweigeschossig untergliederten, polygonalen, verschieferten Verkleidung versehen. Die Haube des Turms ist als ebenfalls verschiefertes polygonales Mansarddach mit Gauben gestaltet. An der Nordseite befindet sich ein Ziererker mit einem hoch aufragenden, spitzen Dachhelm – dieser „Anbau“ dient bei Wassertürmen üblicherweise dazu, eine Leiter oder Treppe am Wasserbehälter vorbei in die Turmhaube zu führen.
Der Wasserbehälter hatte ein Fassungsvermögen von 300.000 Litern. Er wurde nur bis zur Eingemeindung Eschersheims 1910 genutzt, danach wurde die Wasserversorgung zentral von Frankfurt organisiert.
Auf freiem Gelände errichtet, entstand in den 1920er Jahren um den Turm herum die Wohnsiedlung Am Lindenbaum nach einem Entwurf von Walter Gropius. Wie auch der Ort, blieb der Turm während des Zweiten Weltkriegs von Bombardierungen im Rahmen der Luftangriffe auf Frankfurt am Main weitgehend verschont.

## Heutige Nutzung
Die Räume im Turmschaft dienen seit 2003 als Versammlungsort der Katholischen Deutschen Studentenverbindung Moeno-Franconia Frankfurt am Main im CV. Er ist ein- bis zweimal im Jahr öffentlich zugänglich.